# Валя-луй-Анталок
Валя-луй-Анталок (рум. Valea lui Antaloc) — село у повіті Харгіта в Румунії. Входить до складу комуни Лунка-де-Жос.
Село розташоване на відстані 237 км на північ від Бухареста, 25 км на північний схід від М'єркуря-Чука, 139 км на південний захід від Ясс, 105 км на північ від Брашова.

## Населення
За даними перепису населення 2002 року у селі проживала 261 особа, усі — угорці. Усі жителі села рідною мовою назвали угорську.